# Javier Echeverrìa
Javier Echeverrìa (Pamplona, 1948) è un docente spagnolo, insegnante di Logica e Filosofia all'Università del Paìs Vasco.
Javier Echeverrìa focalizza la sua attenzione sui cambiamenti e le innovazioni introdotti dai nuovi media nella società dell'informazione. Nel corso dei suoi studi elabora una teoria che vede come protagonista una nuova città telematica, o Telepolis, nella quale le comunicazioni avvengono a distanza e dove si sviluppano nuove forme di lavoro e di produzione delle merci basate sul telelavoro.

## Biografia
Nato a Pamplona, in Spagna, nel 1948, compì studi accademici in matematica e venne proclamato dottore in Filosofia all'Università Complutense di Madrid (1975) e alla Sorbona di Parigi (1980). Dal 1979 è professore all'Università del Paìs Vasco e a partire dal 1986 gli è stata conferita la cattedra di Logica e Filosofia della Scienza nella stessa Università. Dal 1996 è ricercatore di “Scienza, Tecnologia e Società” nel Instituto de Filosofía del Consejo Superior de Investigaciones Científicas (CSIC, Madrid). È stato presidente della Società di Logica, Metodologia e Filosofia della Scienza in Spagna (1993-2000), vicepresidente della Società Spagnola della Storia e delle Scienze (1983-85) e membro del Consiglio della Fondazione Spagnola della Scienza e Tecnologia (2002-2005). È membro della International Academy of the Philosophy of Science e vicepresidente della Sociedad Española Leibniz.
Ha vinto il Premio di Ricerca 1997 Euskadi de Investigación nelle scienze umane e sociali, concesso dal governo basco ad un lavoro di ricerca permanente. Nel 1995 ha conseguito il Premio Anagrama e nel 2000 il Premio Nazionale Saggio Spagnolo, concesso dal Ministero della Cultura spagnolo.
Le sue aree di ricerca di maggiore interesse sono: 
- La Filosofia della Scienza e della Tecnologia
- Scienza e valori
- L'etica della scienza
- Scienza, Tecnologia e Studi della società dell'informazione
- Nuove tecnologie dell'informazione e della comunicazione
- Leibniz

## Opere
Il percorso di Echeverrìa è da dividersi in due tappe.
La prima è dedicata alla filosofia e alla matematica, come è dimostrato dai manoscritti:Nuevos ensayos sobre el entendimeiento Humano, Filosofia para proncesas, Caractéristique Géometrique de Leibnizen 1679. Successivamente ha co-pubblicato libri come la Confesiòn de Bakunin al Zar,Structures of Mathematical Theories e The Space of Mathematics. Altre pubblicazione riguardanti lo stesso tema furono: Sobre el juego (1979), Leibniz (1982), Límites de la conciencia y del matema (1983, con Víctor Gómez-Pin), Análisis de la identidad (1987) e Introducción a la Metodología de la Ciencia (1989). Nella seconda tappa Echeverrìa si è dedicato allo studio della società, pubblicando Telépolis (1994), Cosmopolitas domésticos (1995), Los señores del aire: Telépolis y el tercer entorno (1999) e, ultimamente, Un mundo virtual (2000).